# Собор Святого Антония Падуанского (Тельшяй)

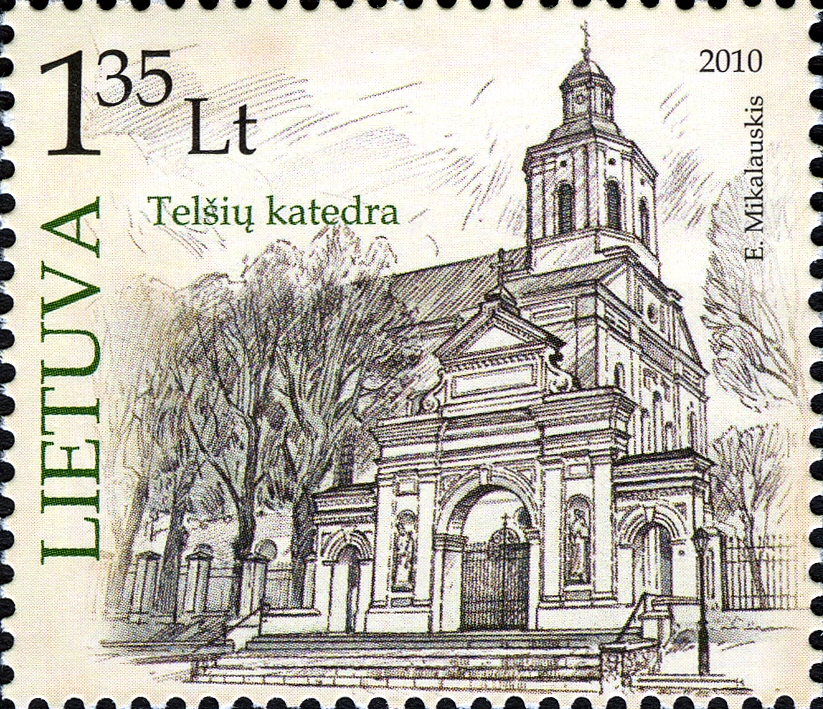
Почтовая марка Литвы (2010)

Собор Святого Антония Падуанского (лит. Šv. Antano Paduviečio katedra), Тельшяйский собор — католический собор в городе Тельшяй, Литва. Кафедральный собор Тельшяйской епархии, памятник архитектуры, построен в 1762—1794 годах.

## История

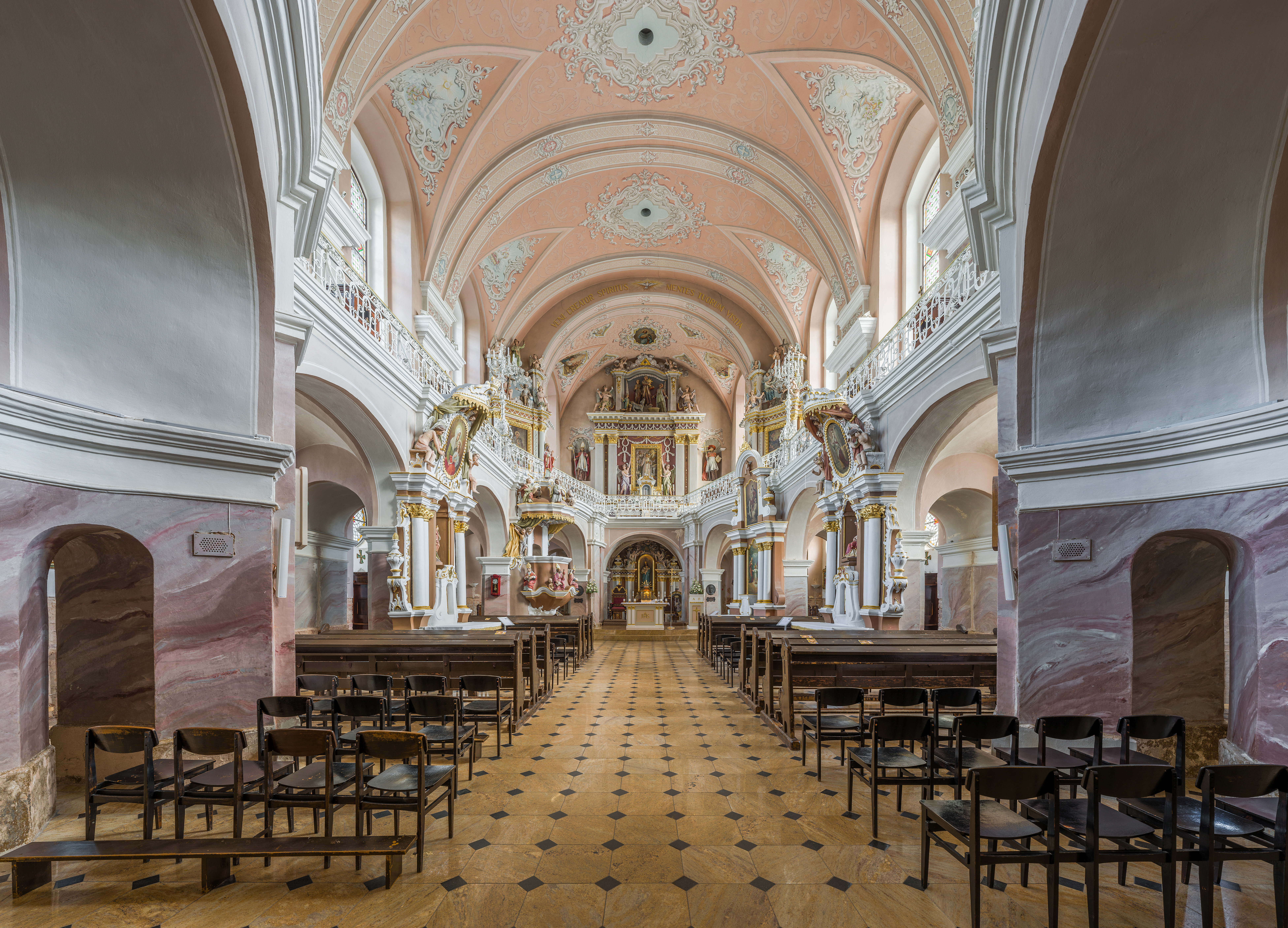
Интерьер собора

В 1624 году подканцлер литовский Павел Стефан Сапега основал в Тельшяе монастырь францисканцев (бернардинцев), при котором существовала деревянная церковь, не раз горевшая и каждый раз отстраиваемая заново. Каменная церковь при монастыре была построена в 1762—1794 годах, в 1794 году освящена в честь св. Антония Падуанского.
В 1853 году монастырь был закрыт, церковь св. Антония стала обычной приходской. В 1859 году возведена колокольня, в 1893 году — ограда и ворота.
После образования в 1926 году епархии Тельшяя храм стал кафедральным собором новой епархии. В соборе похоронены три епископа Тельшяя — Юстинас Стаугайтис, Винцентас Борисевичюс и Пранцишкус Раманаускас.

## Архитектура
Собор построен в стиле позднего барокко с элементами классицизма. Собор однонефный, прямоугольный в плане, с трёхгранной апсидой. Характерной особенностью интерьера являются боковые галереи второго уровня, придающие интерьеру собора «двухэтажность». Главный алтарь собора также двухуровневый, нижний уровень посвящён Деве Марии, а верхний — св. Антонию. Это единственный алтарь такого рода в Литве.